# Genius
Genius được thành lập vào năm 1983, trụ sở chính tại Đài Loan, hiện có văn phòng tại Hoa Kỳ, Anh, Đức, Hong Kong và Trung Quốc. Đây là công ty chuyên sản xuất linh kiện máy tính: bàn phím, chuột, bản mạch đồ họa. Công ty có trên 3000 nhân viên trên toàn thế giới. Doanh thu bán hàng lần lượt 353 triệu đôla (2005), và 424 triệu đôla (2006) (không tính công ty con bên ngoài). Genius